# JaMarcus Russell
Jamarcus Russell (Mobile, 9 agosto 1985) è un ex giocatore di football americano statunitense. Selezionato come primo assoluto nel Draft NFL 2007 dagli Oakland Raiders, entrò immediatamente in conflitto con la dirigenza della squadra per una disputa contrattuale, risolta solo dopo il secondo turno della stagione. Il suo periodo con i Raiders fu caratterizzato da prestazioni incostanti e da dubbi sulla sua etica lavorativa, portandolo a essere svincolato nel 2010. Alla luce delle elevate aspettative mal riposte e della brevità della sua carriera, è considerato una delle peggiori scelte del draft della storia della NFL.

## Carriera universitaria
Si è formato nel college Louisiana State, giocando nella squadra degli LSU Tigers.
Nel suo 1º anno, nella stagione 2004, ha giocato 11 partite come quarterback lanciando per 1053 yard con 9 touchdown e 4 intercetti su 144 lanci, ha corso 26 volte per 68 yard con 1 touchdown ed ha perso 109 yard per sack.
Nel 2º anno, la stagione 2005, ha giocato 12 partite tutte da titolare lanciando per 2443 yard con 15 touchdown e 9 intercetti su 311 lanci, ha corso 61 volte per 215 yard con 2 touchdown ed ha perso 237 yard per sack.
Nel suo ultimo anno, stagione 2006, ha giocato 13 partite tutte da titolare lanciando per 3129 yard con 28 touchdown e 8 intercetti su 232 lanci, ha corso 52 volte per 282 yard con 1 touchdown ed ha perso 140 yard per sack.
Prima di iniziare il 4º anno si è dichiarato eleggibile per il draft 2007.

## Carriera professionistica

### Oakland Raiders
Stagione 2007
Selezionato come prima scelta assoluta dagli Oakland Raiders, è sceso in campo per la prima volta in una partita ufficiale il 2 dicembre contro i Denver Broncos mentre da titolare ha debuttato il 30 dicembre contro i San Diego Chargers. Ha giocato 4 partite di cui solo una da titolare completando 36 lanci su 66 per 373 yard con 2 touchdown e 4 intercetti, ha subito 6 sack perdendo 40 yard concludendo con un passer rating di 55,9. Ha corso 5 volte per 4 yard con 2 fumble. In totale (compresi quelli su corsa) ha subìto 4 fumble di cui 2 persi ed uno recuperato.
Stagione 2008
Nel 2º anno è stato il quarterback titolare della squadra ha giocato 15 partite tutte da titolare, saltando solo la partita contro i Carolina Panthers per un dolore al ginocchio sinistro accusato durante l'allenamento del 6 novembre. Ha completato 198 lanci su 368 per 2423 yard (record personale) con 13 touchdown (altro record personale) e 8 intercetti, ha subito 31 sack perdendo 210 yard concludendo con un passer rating di 77,1. Inoltre ha corso 17 volte per 127 yard con un touchdown e un fumble, ha fatto registrare 2 tackle (record personale) solitari. In totale (compresi quelli su corsa) commesso 12 fumble di cui 7 li ha persi e 2 li ha recuperati.
Stagione 2009
Il 3 febbraio è stato sottoposto ad un leggero intervento di pulizia alla caviglia destra. Ha giocato 12 partite di cui 9 da titolare completando 120 lanci su 246 per 1287 yard con 3 touchdown e 11 intercetti, ha subìto 33 sack perdendo 207 yard concludendo con passer rating di 50. Ha corso 18 volte per 44 yard ed ha subìto 9 fumble di cui 6 persi.
Stagione 2010
Il 6 maggio dopo numerose prove incolori nei suoi 3 anni con i Raiders viene svincolato.